# 曲书城
曲书城，河南人，中华人民共和国政治人物。

## 生平
1945年6月中旬，豫西二分区在洛南支队和陕县李村区干队的基础上，组建了二分区人民自己的武装陕洛独立团。团长由陕县抗日民主政府县长曲书城兼任，政委为蔡迈轮。独立团下辖两个中队。1945年8月至10月，担任中共陕县委员会委员。1950年5月一1951年7月，担任杞县县长。